# Václav Sladký
Václav Sladký (20. dubna 1879 Praha – 10. dubna 1940 Prostějov) byl český pedagog a československý politik, meziválečný poslanec a senátor Národního shromáždění za Československou stranu národně socialistickou.

## Biografie
Vychodil gymnázium v Praze a absolvoval Filozofickou fakultu Univerzity Karlovy. Od roku 1902 byl středoškolským učitelem v Benešově, od roku 1906 v Opavě. Zde působil do října 1919, kdy začala jeho politická kariéra.
V letech 1918–1920 zasedal v Revolučním národním shromáždění. V parlamentních volbách v roce 1920 získal poslanecké křeslo v Národním shromáždění. Mandát v parlamentních volbách v roce 1925 obhájil a do parlamentu se dostal i po parlamentních volbách v roce 1929.
Později přestoupil do horní komory parlamentu. V parlamentních volbách v roce 1935 získal senátorské křeslo v Národním shromáždění. V senátu setrval do jeho zrušení v roce 1939, přičemž krátce předtím ještě v prosinci 1938 přestoupil do nově vzniklé Strany národní jednoty.
Povoláním byl podle údajů z roku 1929 profesorem v Opavě. Byl aktivním školským a osvětovým pracovníkem v regionu severní Moravy a Slezska. Patřil mezi zakládající členy Církve československé a zasedal v jejím ústředním výboru.
Zemřel v dubnu 1940.